# Братська могила радянських воїнів-танкістів (Терни)

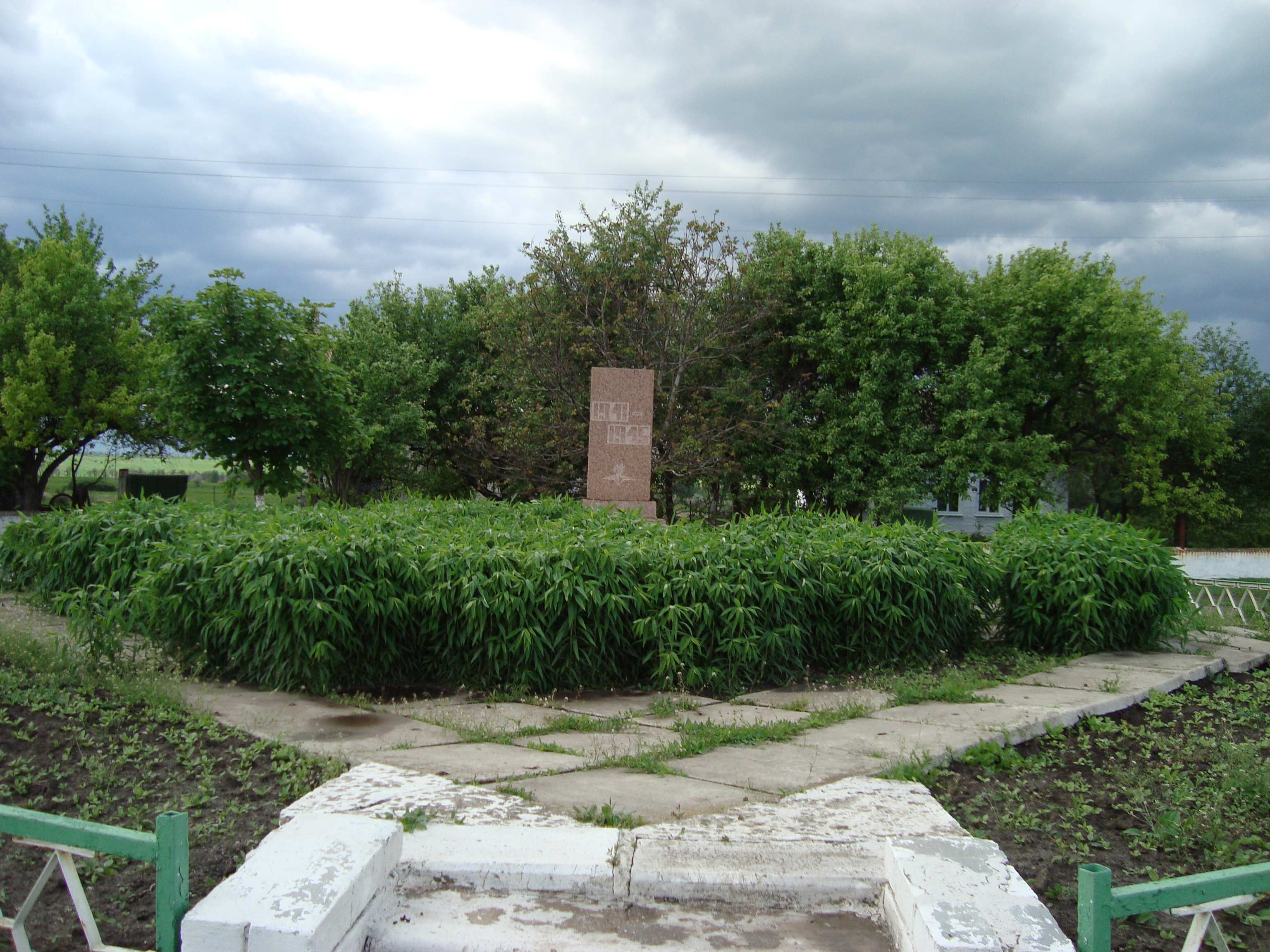
Братська могила радянських воїнів-танкістів у с. Терни

Братська могила радянських воїнів-танкістів у с. Терни Юр’ївського району Дніпропетровської області.

## Історія
Пам’ятка знаходиться в центрі села, включає в себе одну братську могилу та скульптуру «Воїн з вінком».
23 лютого 1943 року біля села відбувся важкий вирішальний бій. У ході бою багато воїнів 25–го танкового корпусу загинули, кількість загиблих не встановлено.
Загиблі в бою танкісти через два дні після бою були зібрані місцевими жителями та поховані в братську могилу в центрі села. Всього 251 воїн, прізвища невідомі. У 1954 році на братській могилі установили скульптуру «Воїн з вінком». На даний час скульптура демонтована, на її місці встановлена стела. Площа під пам’яткою — 16,0 × 6.5 м.

## Персоналії
Прізвища загиблих невідомі.

## Додаток
Меморіальні тексти на братських похованнях відсутні, поховання та територія пам’ятки упорядковані.